# Creatief directeur
Creatief directeur of creative director is een functie in bedrijven in verschillende sectoren, zoals film, muziek, reclame, grafische vormgeving, mode en media. Een creatief directeur vervult een leidinggevende en strategische rol over de artistieke of creatieve taken binnen een bedrijf of afdeling. Waar visuele en tekstuele elementen samenkomen, zoals in de reclamesector, staat de creatief directeur boven de artdirector enerzijds en de copywriters anderzijds.